# 아르네 소메르살로
아르네 사카리 소메르살로(핀란드어: Arne Sakari Somersalo: 1891년 3월 18일 라우티오-1941년 8월 17일 키에스틴키)는 핀란드의 장교, 반공운동가다.
헬싱키 대학교에서 공부하고 독일 예나 대학교에 유학해 자연과학을 공부했다. 독일 유학 중 제1차 세계대전이 일어나자 1916년 독일 육군에 장교로 임관하여 전쟁이 끝날 때까지 복무했다. 전후 핀란드 육군으로 전속하고 1920년에서 1926년 사이 핀란드 공군사령관을 역임했다.
1926년부터 우익 언론에 글을 기고하면서 정치활동을 시작했다. 1930년 라푸아 운동에 가담했고 그 후신인 애국인민운동에 입당해 1933년에서 1935년까지 투르쿠 선거구의 의원으로 활동했다.
겨울전쟁이 발발하자 예비역 장교로서 재소집되어 수오무살미 전선 참모장으로 싸웠고 자유십자장을 수훈했다. 계속전쟁 때는 라피 지역에 주둔한 독일 무장친위대 제6SS산악사단 노르트와의 연락장교 역할을 맡았다. 1941년 8월 소련 키에스틴키 근교에서 전사했다.